# Miyama
Miyama è una città giapponese della prefettura di Fukuoka.